# Círculo Militar de Fortaleza
O  Circulo Militar de Fortaleza ou Circulo Militar, como é mais conhecido, é um clube de basquete brasileiro com sede em Fortaleza.

## Títulos
- Campeonato Cearense de Basquete [1] : 1970, 1971, 1972, 1973, 1974, 1975, 1976, 1977, 1978 ,1979,

1984, 1985, 1989 e 1991